# Dreiblütige Binse
Die Dreiblütige Binse (Alpinojuncus triglumis (L.) Záv. Drábk. & Proćków, Syn.: Juncus triglumis L.) ist seit 2023 eine Pflanzenart aus der Gattung Alpinojuncus innerhalb der Familie der Binsengewächse (Juncaceae). Sie ist ein arktisch-alpines Florenelement.

## Beschreibung

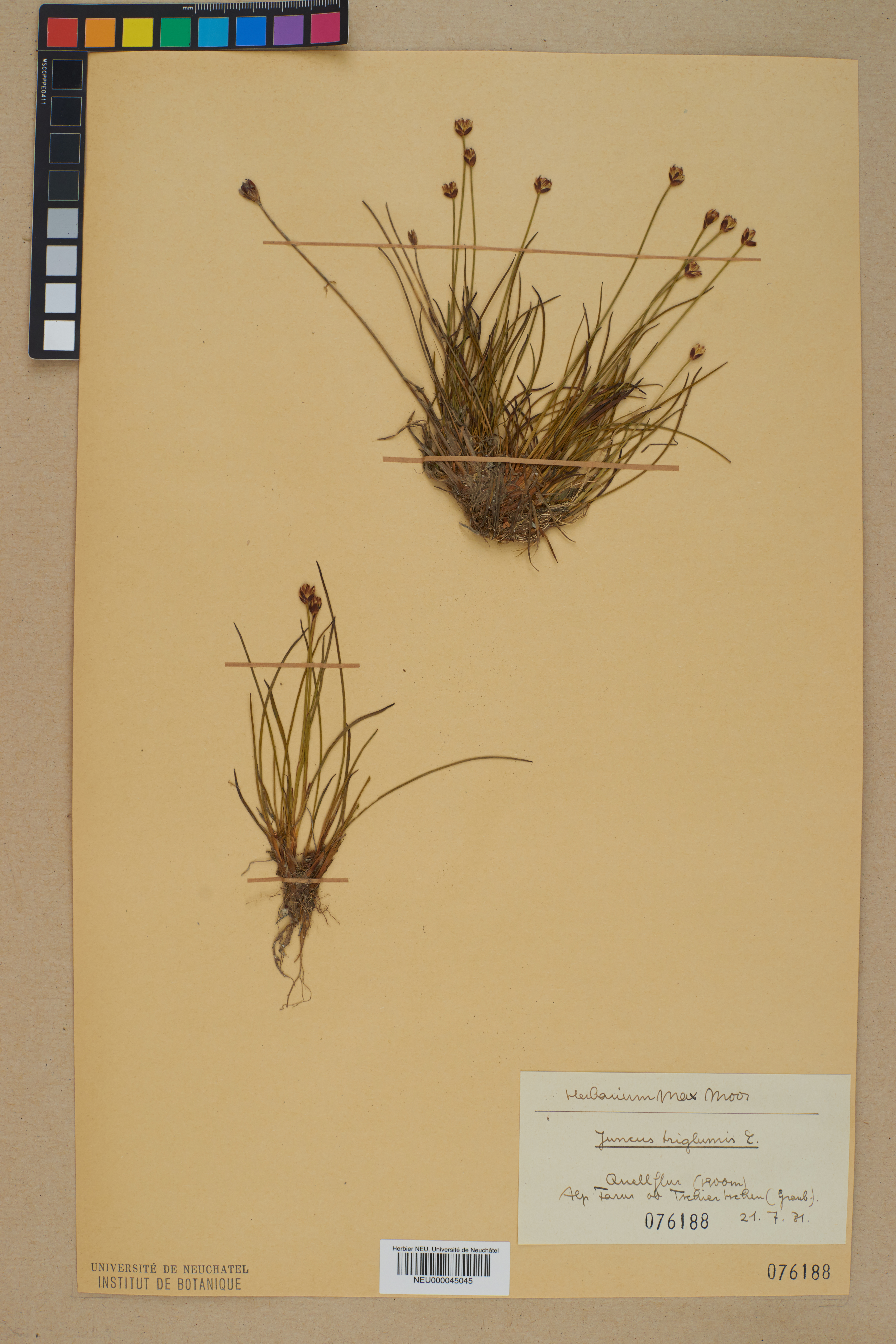
Herbarexemplar

### Vegetative Merkmale
Die Dreiblütige Binse ist eine ausdauernde, krautige Pflanze und erreicht Wuchshöhen von 6 bis 15, selten bis zu 20 Zentimetern. Sie besitzt ein kriechendes Rhizom, das neben Blütentrieben auch sterile Blattsprosse und manchmal unterirdische Ausläufer bildet. Sie bildet lockere Rasen. Die Stängel stehen steif-aufrecht, sind glatt, stielrund und hohl. Am Grund sitzen spreitenlose rötliche, braune oder rot-braune Blattscheiden. Die Blätter stehen alle grundständig, selten gibt es ein einzelnes Stängelblatt. Die Blattspreiten sind 1 bis 10 Zentimeter lang, rundlich bis oben abgeflacht. Am Grund ist sie meist fünfröhrig, in der Mitte zweiröhrig. Querwände fehlen oder sind undeutlich ausgebildet. Die Blattscheide trägt zwei stumpfe Öhrchen.

### Generative Merkmale
Die Blütezeit reicht von Juli bis September. Der Blütenstand enthält fast immer nur ein endständiges Köpfchen mit meist drei (ein bis fünf) Blüten. Die zwei Hüllblätter sind breit, aufrecht-abstehende und kürzer als die Blüten. Die Blüten sind gleich kurz gestielt bis sitzend. Die Tragblätter sind breitlanzettlich und kürzer als die Blüten. Die Perigonblätter sind etwa 4 Millimeter lang, schmal-eiförmig oder elliptisch und meist stumpf und rotbraun. Die sechs Staubblätter sind etwa so lang wie die Perigonblätter. Die Staubbeutel sind 0,7 bis 0,9 Millimeter lang. Der Griffel ist etwa 0,5 Millimeter lang und trägt 1 Millimeter lange, rötliche Narben. Die Kapselfrucht ist 5 bis 6 Millimeter lang, dreikantig-ellipsoidisch mit einer aufgesetzten Spitze. Die Oberfläche ist rötlichbraun und glänzend. Die Samen sind 0,8 bis 1 Millimeter lang, mit den langen Anhängseln zusammen 2 bis 2,5 Millimeter lang. Sie sind fein gestreift und gelblich.
Die Chromosomenzahl beträgt 2n = ca. 130, 44 oder 50.

## Ökologie
Die Bestäubung erfolgt durch den Wind (Anemophilie).

## Vorkommen
Die Dreiblütige Binse ist ein arktisch-alpine Florenelement. Sie ist in den subarktischen und subalpinen Gebieten Eurasiens, Nordamerikas und Grönlands weitverbreitet. In Europa kennt man Vorkommen in Spanien, Frankreich, Großbritannien, Italien, Deutschland, in der Schweiz, in Polen, in der früheren Tschechoslowakei, in Österreich, Ukraine, Rumänien, Bulgarien, Island, Spitzbergen, Norwegen, Schweden, Finnland und Russland. In den Alpen ist sie selten. In Österreich ist sie häufig (in den Tauern) bis selten.
Sie wächst an quelligen Standorten, in Flach- und Quellmooren auf staunassen Torf- und Sumpfböden. Sie ist kalkmeidend. In den Alpen kommt sie in der subalpinen und alpinen Höhenstufe bis in Höhenlagen von 1500 bis 3000 Metern vor. In den Allgäuer Alpen steigt sie im Kleinen Walsertal südöstlich des Widdersteins bis in Höhenlagen von 2160 Metern auf.
Pflanzensoziologisch ist sie eine Verbandscharakterart des Verbands Caricion bicolori-atrofuscae. Begleitpflanzen sind oft Scheuchzers Wollgras (Eriophorum scheuchzeri) oder Davalls Segge (Carex davalliana).
Die ökologischen Zeigerwerte nach Landolt et al. 2010 sind in der Schweiz: Feuchtezahl F = 4+w+ (nass aber stark wechselnd), Lichtzahl L = 4 (hell), Reaktionszahl R = 3 (schwach sauer bis neutral), Temperaturzahl T = 1+ (unter-alpin, supra-subalpin und ober-subalpin), Nährstoffzahl N = 2 (nährstoffarm), Kontinentalitätszahl K = 2 (subozeanisch).

## Systematik
Die Erstbeschreibung erfolgte unter dem Namen (Basionym) Juncus triglumis erfolgte 1753 durch Carl von Linné in Species Plantarum, Tomus I, Seite 328. Die Neukombination zu Alpinojuncus triglumis (L.) Záv. Drábk. & Proćków wurde im Oktober 2023 durch Jaroslaw Proćków und Lenka Záveská Drábková in A revision of the Juncaceae with delimitation of six new genera: nomenclatural changes in Juncus. In: Phytotaxa, Volume 622, Issue 1, Seite 28 veröffentlicht.
Je nach Autor gibt es etwa zwei Unterarten der Dreiblütige Binse (Juncus triglumis L.): Sie kommt vom fernöstlichen asiatischen Russlands Fernem Osten bis Grönland und den westlich-zentralen Vereinigten Staaten vor. → seit Proćków et al. 2023 ist der akzeptierte Name Alpinojuncus triglumis (L.) Záveská Drábková & Proćków: Neukombination bei Proćków et al. 2023.
- -     - Juncus triglumis subsp. albescens (Lange) Hultén → Alpinojuncus triglumis subsp. albescens (Lange) Záveská Drábková & Proćków: Neukombination bei Proćków et al. 2023.[7]
    - Alpinojuncus triglumis (L.) Záveská Drábková & Proćków subsp. triglumis: Sie kommt in den subarktischen und subalpinen Gebieten der Nordhalbkugel vor.[3]